# Lingua dell'Oceano

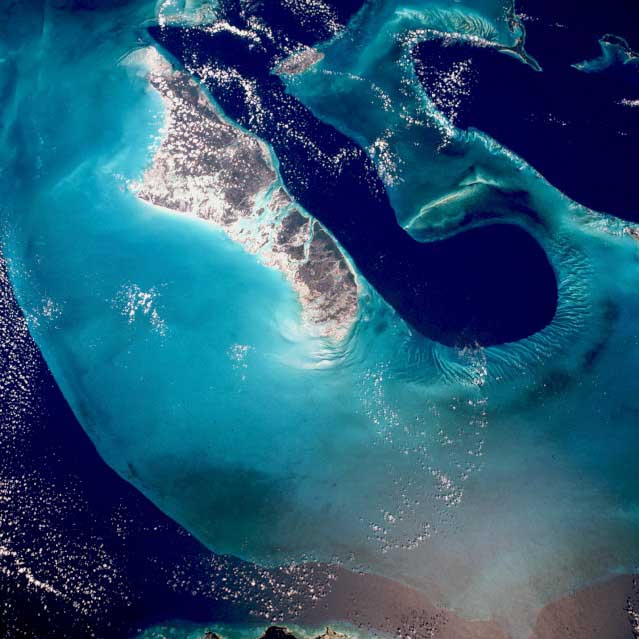
La Lingua dell'Oceano può essere vista lungo la costa dell'Isola di Andros. La parte superiore dell'immagine è leggermente a est del nord. Foto: NASA.

La Lingua dell'Oceano è una profonda fossa oceanica nelle Bahamas, separante le isole di Andros e New Providence.

## Caratteristiche
La lingua dell'oceano è una fossa dalla forma a U e dal fondale relativamente piatto larga circa 32 km e lunga 240. La sua profondità va a toccare i 1800 metri.
La sua unica esposizione all'oceano aperto si trova nella parte settentrionale. A parte l'apertura verso l'oceano, la Lingua dell'Oceano è circondata da numerose isole, scogliere e banchi, che la riparano dai disturbi oceanici e dall'alto rumore ambientale.
Questo canale e il Canale di Providence sono i due rami principali del Great Bahama Canyon, una caratteristica geologica sommersa formata dall'erosione durante periodi in cui il livello dell'acqua era più basso. Durante questi periodi la Lingua dell'Oceano e il Canale di Providence erano bacini ampi e relativamente superficiali affiancati da crescenti banchi di carbonato. Con la subsidenza della piattaforma di Blake-Bahama, la sedimentazione tenne il passo della subsidenza sui banchi ma non nel bacino.